# 广州基督教新教

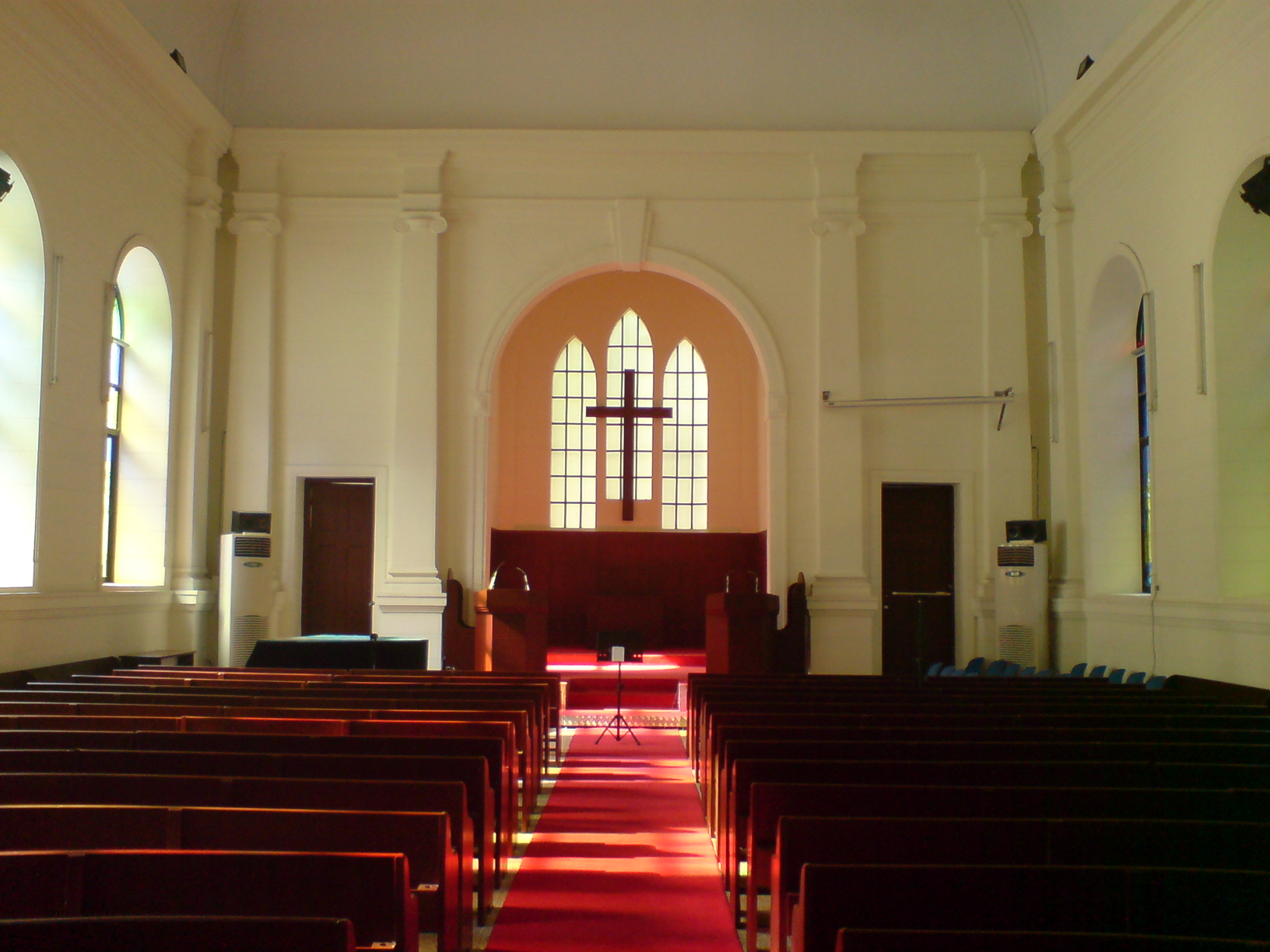
基督教沙面堂的礼拜堂

广州是新教最早传入的中国城市。1807年，伦敦会传教士马礼逊秘密进入广州，以后作为东印度公司职员，得以在广州居留，同时，秘密学习中文，并从事圣经翻译工作。
此后，大约有20个教派陆续进入广州，其中影响较大的有：
- 美南浸信会：兴建了东山浸信会堂等10所教堂。
- 美北长老会：仁济堂、逢源堂、中华堂、芳村堂
- 伦敦会：惠爱堂、万善堂
- 英國循道會：十甫堂
- 德国信义会：信义会芳村堂
- 同寅会：洪德堂（河南堂）
- 播道会：小港堂
- 英国圣公会：在广州开辟了万福路的广州救主堂。位于沙面英租界供英国侨民使用的沙面会堂也属于圣公会传统。.
- 基督复临安息日会：南关堂

华侨回国创办的教堂有光孝堂（中华纲纪慎自理传道会，即公理会）、广州锡安堂（华人美以美会）等。
1949年後創建的新教教堂只有一座，是2017年新建的廣州基督教天河堂，它是天河區第一座教堂，同時亦是廣東最大的教堂。